# 花楼坝站
花楼坝站是襄渝铁路上的铁路车站，位于四川省达州市万源市长坝镇花楼坝村（原属花楼乡），于1978年投入使用，隶属于西安铁路局安康车务段的四等车站。车站设有4条股道:396，距襄阳站559公里，重庆站340公里。目前办理旅客乘降，每日有一对慢车停靠，不办理货运业务。